# Michael Eifler
Michael Eifler (* 13. Mai 1601 in Zinten; † 26. November 1657 in Königsberg (Preußen)) war ein deutscher Logiker und Physiker.

## Leben
Über Eiflers Elternhaus und seine ersten Lebensjahre ist nichts bekannt. Er immatrikulierte sich 1616 an der Universität Königsberg und erwarb am 30. September 1627 den akademischen Grad eines Magisters der Philosophie. Noch im gleichen Jahr wurde er Prorektor der Königsberger Domschule. 1630 wurde er zum Professor der Logik und Metaphysik berufen und erhielt die Aufsicht über die Alumnen. Zudem übernahm er 1639 die Professur der Physik.
Er hatte auch Vorlesungen an der theologischen Fakultät zu halten. In dieser Eigenschaft wirkte er mehrfach als Dekan der philosophischen Fakultät bei den Graduierungen derselben mit. Auch beteiligte er sich an den organisatorischen Aufgaben der Königsberger Hochschule und war in den Sommersemestern 1640, 1648 sowie 1656 Rektor der Alma Mater. Sein Leichnam wurde am 30. November in der Domkirche beigesetzt.
Eifler hatte sich am 22. Januar 1631 mit Elisabeth, Tochter des Professors der Mathematik Sigismund Weier, verheiratet. Er war Vater der Dichterin Gertraud Moller (* 13. Oktober 1637, † 16. Februar 1705) und zweier Söhne.

## Werke
- Disputatio De functionibus intellectus humani a logica dirigendis. Königsberg 1636.
- Disputatio de noologia generali. Königsberg 1639.
- Intelligentiæ Subtilitatem quatenus ex ea Prima Principia Cognoscendi fluunt, contemplantis Elementa. Königsberg 1651.
- Primordia Pansophiae Naturam Et Culturam Eius explicantia. Königsberg 1652.
- Michaelis Eifleri Professoris Regiomontani Recognita Methodologia Particularis Synthesin Et Analysin Thematicam: Quae Praxis Logica Vulgo Dicitur Perspicuis Praeceptis Et Selectis Exemplis In Usum Studiosae Iuventutis Omnium Facultatum Conformatam Sistens. Königsberg 1653.
- Positiones De Morte Domini Nostri Jesu Christi: Dabeitae gratitudinis ac devotionis contestandae causa consignatas. Königsberg 1656.

Die folgenden Werke sind in der Literatur angeführt, jedoch noch nicht nachgewiesen
- Angelognosia
- Methodolologia
- Disp. de demonstrationis principiis & specibus
- De natura & constitutione metaphysic[i]s
- De daemonibus
- De ente positive et negative
- De praedicationibus synonymicis
- De paronymis
- De quaestione
- An theologia sit habitus mere practicus
- De auro Christo recens nato magis oblato
- De politico bono & malo
- De coelo
- De anno seculari
- De transmutatione rerum naturalium
- De materis prima
- De principiis rerum naturalium
- De materis prima
- de honore seu praemio S. B. moralis
- de definitione universi